# فلاديمير ستويكوفيتش (لاعب كرة قدم مواليد 1996)
فلاديمير ستويكوفيتش هو لاعب كرة قدم برتغالي في مركز حراسة المرمى، ولد في 4 أكتوبر 1996 في Leça da Palmeira ‏ في البرتغال يلعب في النادي الفيصلي السعودي. لعب مع سبورتينغ لشبونة ب واحترف في السعودية في نادي الأخدود والنادي الفيصلي.

## وصلات خارجية
- فلاديمير ستويكوفيتش (لاعب كرة قدم) على موقع قاعدة بيانات كرة القدم.إي يو (الإنجليزية)
- فلاديمير ستويكوفيتش (لاعب كرة قدم) على موقع Soccerway.com (الإنجليزية)